# José Ortigoza
José María Ortigoza Ortiz, mais conhecido como Ortigoza (Assunção, 1 de abril de 1987) é um futebolista paraguaio que atua como atacante. Atualmente, joga pelo Club Cerro Porteño

## Biografia
Ortigoza começou sua carreira no clube paraguaio Sol de América, onde rapidamente causou uma boa impressão e estabeleceu-se como um dos melhores jogadores da equipe, terminando em segundo lugar na artilharia do Campeonato Paraguaio (Apertura 2008), juntamente com Julio Aguilar, do 12 de Octubre.
Em janeiro de 2009, Ortigoza foi emprestado ao Palmeiras, onde jogou com a camisa número 30. Apesar de ter caído nas graças da torcida, Ortigoza não renovou o contrato com o time da capital paulista e acertou novo empréstimo, dessa vez com o futebol Coreano. Jogando pelo Ulsan Hyundai, vinha marcando seus gols e se destacando na artilharia do campeonato.

### Cruzeiro
No dia 13 de janeiro de 2011, foi anunciado como reforço do Cruzeiro, tornando-se o quarto paraguaio a vestir a camisa do clube mineiro. O artilheiro estreou pelo time mineiro com um gol na vitória sobre o Democrata por 7x0, em partida válida pelo campeonato estadual.

## Títulos
Sol de América
- División Intermedia (Segunda Divisão Paraguaia): 2006

Seleção Paraguaia
- Paraguai x Hong Kong Copa AET: 2006

Cruzeiro
- Campeonato Mineiro de 2011

Náutico
- Campeonato Pernambucano de Futebol: 2018